# Macrobunus
Macrobunus là một chi nhện trong họ Amaurobiidae.